# Martin Brunner
Martin Brunner (Zürich, 1963. április 23. –) svájci labdarúgókapus.
A svájci válogatott tagjaként részt vett az 1994-es labdarúgó-világbajnokságon.